# Пункція сечового міхура
Пункція сечового міхура  — проколювання стінки сечового міхура з діагностичною, або лікувальною метою (наприклад,  коли спорожнення сечового міхура за допомогою катетеризації неможливе). 
Використовується як разова паліативна міра, для постійно діючого відтоку сечі використовується надлобкова цистостомія із введенням трубки.

## Види
Пункція сечового міхура є:
- надлонна, надлобкова
- черезшкірна, трансдермальна
- капілярна

## Покази
Затримка сечі при неможливій катетеризації сечового міхура.

## Місце виконання
По серединній лінії живота на 2 см вище симфізу

## Оснащення
- одноразовий шприц 20.0 мл
- голка довжиною 10-15 см
- гумова трубка
- 0,25% розчин новокаїну
- антисептик

## Техніка виконання
Положення хворого на спині, ділянку лобка в місці пункції голиться, шкіра обробляється розчином антисептика. Пальпаторно та перкуторно визначають контури збільшеного сечового міхура, знеболюють шкіру та підшкірну клітковину 0,25% розчином новокаїну. Вказівним пальцем лівої руки зміщують шкіру вбік, правою рукою по серединній лінії, на 1-2 см вище симфіза, роблять прокол довгою голкою на глибину 6-8 см до відчуття "провалювання" в порожнину сечового міхура. Напрямок голки має бути перпендикулярним до поверхні тіла, що запобігає пораненю органів. Виконують пункційну пробу і отримують сечу.
Після цього хворого можна дещо повернути на бік і злегка нахилити вперед, що сприяє максимальному виведенню сечі.
У разі, якщо сеча не витікає, її потрібно відсмоктати за допомогою шприця. Після спорожнення міхура голку витягують, місце проколу обробляють антисептиком.

## Протипокази
- Розрив сечового міхура
- Процес зрощування в нижньому відділі черевної порожнини
- Гнійна рана надлобкової ділянки
- Наявність фурункулів в місці пункції

## Ускладнення
- Перфорація петель тонкої кишки в передміхуровій западині
- Гематома навколоміхурової ділянки, через пошкодження кровоносних судин
- Інфікування тканин у місці пункції
- Травматизація тканин при недостатньому наповненні сечового міхура

## У ветеринації
У ветеринарній медицині, процедура часто згадується як цистоцентез, хоча в більш широкому розумінні термінології означає прокол із взяттям рідини. Цистоцентез є зручним способом взяття сечі на обстеження у тварин, та має схожу техніку виконання, проте, під час дослідження взятої сечі можуть простежуватись поодинокі еритроцити, що пояснюється травмою стінки міхура під час проколу.